# 卡斯迪隆體育會
卡斯迪隆體育會（Club Deportivo Castellón, S.A.D.）是一支位於西班牙卡斯特利翁省卡斯特利翁-德拉普拉納的職業足球會，目前於西班牙皇家足協甲組聯賽角逐。

## 榮譽
- 西班牙乙組足球聯賽: 1940–41, 1980–81, 1988–89
- 西班牙足球乙二級聯賽: 2002–03
- 西班牙丙組足球聯賽: 1929–30, 1952–53, 1963–64, 1964–65, 1965–66, 1968–69 (直至1976–77是第三級別聯賽)
- Campeonato de Valencia: 1928–29, 1929–30
- 西班牙聯賽盃 (西乙): 1983–84
- 西班牙國王盃: 亞軍 1972–73

## 外部連結
- Official website （页面存档备份，存于） （西班牙語）
- Futbolme team profile （页面存档备份，存于） （西班牙語）
- Pam Pam Orellut, unofficial website （页面存档备份，存于） （西班牙語）